# Harry Sawyerr
Harry Romulus Sawyerr (25 avril 1926 - 8 novembre 2013) est  un homme politique et géomètre ghanéen.

## Biographie

### Vie et éducation
Harry Sawyerr est né le 25 avril 1926 à Abokobi, Accra, dans le district de Ga East. Ses parents sont Kwao Sawyerr et Fredericka Naa Awula Akua Lokko. Il a fréquenté l’école primaire presbytérienne d’Abokobi de 1932 à 1938, puis l’école Salem d’Osu en 1938. Pour ses études secondaires, il a rejoint l’Académie d’Accra de 1942 à 1946. En 1947, il a intégré l’Achimota College, mais la mort subite de son père cette année-là a mis fin à ses études faute de moyens.

### Vie privée
Harry Sawyerr était un franc-maçon, appartenant à la Grande Loge de District du Ghana sous la Grande Loge Unie d'Angleterre.

### Décès et funérailles
Sawyerr décède le 8 novembre 2013 à Accra, à l'âge de 87 ans. Ses funérailles se déroulent en présence de plusieurs responsables gouvernementaux et dignitaires,. Il est enterré au cimetière missionnaire de Bâle à Osu.

## Carrière
Sawyerr devient apprenant évaluateur au Département des terres de 1951 à 1953  . Il poursuit ensuite des études en gestion immobilière en Angleterre, au University College of Estate Management, de 1953 à 1955. Il obtient ainsi les titres d'associé certifié de la Royal Institution of Chartered Surveyors et du Chartered Institute of Arbitrators, toujours en Angleterre.
Sawyerr occupe le poste d'évaluateur de district au Département des terres à Accra de 1955 à 1958. Il décide ensuite de quitter la fonction publique et crée son propre cabinet de conseil privé, qu'il dirige de 1958 à 1962.
En 1962, il est nommé évaluateur de la ville au conseil municipal de Kumasi. Cependant, il ne reste à ce poste qu'un an avant de partir pour le Nigeria. Là, il occupe le poste d'officier en chef des terres fédérales de 1963 à 1967. Il devient ainsi le premier officier en chef noir des terres fédérales au Nigeria.
À son retour au Ghana, Sawyerr se lance dans un cabinet privé au sein de la société Sawyerr and Co., où il occupe le poste de directeur général. Il est le premier président de la Ghana Institution of Surveyors. Il sert deux mandats qui s'étalent de 1969 à 1971. Il est président de l'Association des organismes professionnels reconnus (ARPB) de 1971 à 1979 et il conduit l'organisation à s'opposer à la gouvernance militaire au Ghana.
En mars 1983, le gouvernement du PNDC nomme Sawyerr président du nouveau Conseil d'évaluation des terres .

### Reconnaissance
Sawyerr est le premier président exécutif de la faculté de médecine de l’Université du Ghana, nommé en 1990. Des prix sont décernés à la faculté de médecine de l’Université du Ghana en son nom.  
En 2011, Sawyerr est décoré du Compagnon de l'Ordre de la Volta, la plus haute distinction du Ghana, par le président de l'époque, John Evans Atta Mills,.

### Politique
Sa carrière politique débute  en tant que membre du Parti du Congrès du Ghana dirigé par Kofi Abrefa Busia.
Sawyerr est nommé membre de l'Assemblée constituante de 1969 qui rédige la Constitution de 1969 pour la deuxième République du Ghana. Il se présente aux élections législatives de 1969 dans la circonscription d'Osu-Klottey en tant que candidat non parti et remporte la victoire. Il est le seul candidat sans parti à obtenir un siège au Parlement de la deuxième république.
Au début de la Troisième République, il est membre fondateur et trésorier national de la Convention nationale unie (UNC) dont le porte-drapeau est William Ofori-Atta. Sawyerr se présente aux élections parlementaires dans la circonscription d'Osu-Klottey sur la liste de l'UNC. Il remporte le siège parlementaire mais y renonce pour devenir ministre des Transports et des Communications de 1979 à 1981 dans le gouvernement d'Hilla Limann, car la Constitution de la Troisième République n'autorise pas les ministres à venir du Parlement.
En 1992, Sawyerr et des politiciens chevronnés tels que Sam Okudzeto, Patrick Quaidoo et EAK Akuoko forment l'Alliance Nouvelle Génération en tant que mouvement politique en prévision d'un retour démocratique. Sawyerr se sépare rapidement du parti. Il rejoint le Congrès national démocratique (NDC) en 1992 et est membre de ses premiers exécutifs nationaux en tant que vice-président du parti. Il préside le comité de campagne nationale du NDC en 1992.
Au gouvernement, il est ministre de l’Éducation dans le gouvernement Rawlings depuis 1993 jusqu’à 1997. Avant cela, il est président exécutif de la faculté de médecine de l’Université du Ghana depuis 1990. Il est le premier ministre de l’Éducation de la Quatrième République ghanéenne. En 1997, Sawyerr est réaffecté en tant que membre du Conseil d’État pendant le deuxième mandat présidentiel de Jerry Rawlings, au cours duquel il sert jusqu’en 2000. Il est vice-président du conseil des anciens du NDC de 2010 à 2012 .

### Sports
Sawyerr est vice-président de longue date du Conseil des mécènes d’Accra Hearts of Oak SC et devient plus tard président du Conseil des mécènes du club de football,.

## Voir également
- Liste des députés élus lors des élections parlementaires ghanéennes de 1969
- Liste des députés élus lors des élections parlementaires ghanéennes de 1979
- Gouvernement Limann
- Gouvernement Rawlings